# Outubro Rosa

O Laço cor-de-rosa é o símbolo do movimento.

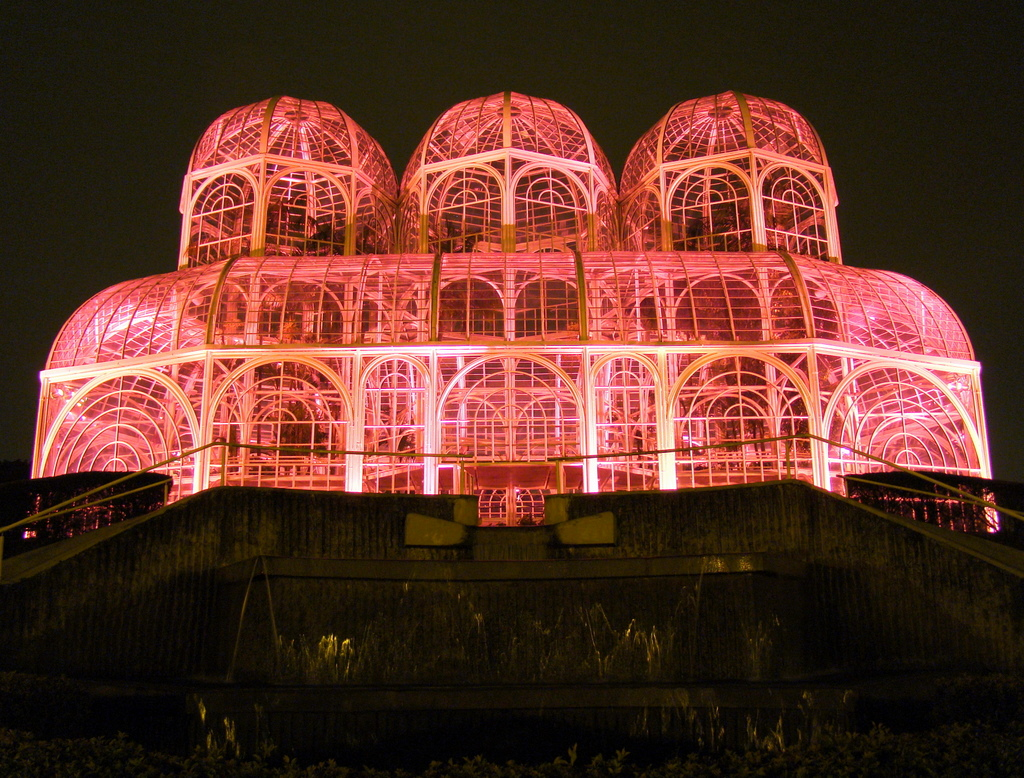
Estufa do Jardim Botânico de Curitiba, com iluminação temática durante o mês de outubro.

Outubro Rosa é uma campanha de conscientização que tem como objetivo principal alertar as mulheres e a sociedade sobre a importância da prevenção e do diagnóstico precoce do câncer de mama e mais recentemente sobre o câncer de colo do útero.
No Brasil, as campanhas de conscientização sobre o câncer de mama acontecem desde 2002, mas foram instituídas por lei federal apenas em 2018. E, a partir de 2011, ocorrem campanhas sobre o câncer de colo do útero em diversos estados. A publicidade adotou o tom de rosa como motivador de campanhas no período, e ações em mídias sociais também tendem a ser reforçadas durante este mês. No Brasil, a primeira iniciativa, foi no ano de 2002 em São Paulo quando iluminaram, de cor de rosa, o monumento Mausoléu do Soldado Constitucionalista (o Obelisco do Ibirapuera). Essa iniciativa começou com um grupo de mulheres.

## História
O movimento começou a surgir em 1990 quando aconteceu a primeira Corrida pela Cura, realizada em Nova Iorque, e desde então, promovida anualmente na cidade. Entretanto, somente em 1997 é que entidades das cidades de Yuba e Lodi, também nos Estados Unidos, começaram a promover atividades voltadas ao diagnóstico e prevenção da doença, escolhendo o mês de Outubro como epicentro das ações. Hoje o Outubro Rosa é realizado em vários lugares do mundo.

## Fake news
Especialistas da área médica ressaltaram, em levantamento apresentado no ISPOR. em 2017, que ainda que a conscientização seja muito importante, é necessário cuidado com as mensagens divulgadas neste período. Uma análise das postagens realizadas em redes como Facebook e Twitter em língua portuguesa mostrou que existe bastante desinformação nas campanhas de conscientização, especialmente acerca do autoexame, que não é considerado suficiente para a detecção precoce da doença. Tocar o próprio corpo e reconhecer sinais de possíveis mudanças é uma importante ferramenta de empoderamento da mulher frente à própria saúde, mas não substitui a mamografia, por exemplo. Dados do Instituto Nacional de Câncer José Alencar Gomes da Silva (INCA) apontam que apenas 2,5 milhões de mamografias foram realizadas em 2014, equivalente a uma taxa de 24,8%, bem menos do que os 70% recomendados pela Organização Mundial da Saúde (OMS).